# Camptoloma bella
Camptoloma bella là một loài bướm đêm thuộc phân họ Arctiinae, họ Erebidae. Nó là loài đặc hữu của Quảng Tây ở Trung Quốc.
Sải cánh dài khoảng 45 mm.